# IC 2373
IC 2373 ist eine Balken-Spiralgalaxie vom Hubble-Typ SBc im Sternbild Krebs auf der Ekliptik, welche etwa 332 Millionen Lichtjahre von der Milchstraße entfernt ist.
Das Objekt wurde am 13. Februar 1901 von Max Wolf entdeckt.